# دي زاد كوميدي شو
دي زاد كوميدي شو (بالإنجليزية: DZ Comedy Show)‏ برنامج مسابقات كوميدية جزائري، من إخراج عبد القادر جريو، تقديم مونية بن فيغول ورضوان بيلة. عرض لأول مرة في 12 مارس 2017 على التلفزيون الجزائري والجزائرية الثالثة. لكنه كان مقرر بثه على قناة الشروق تي في التي قامت ببث الإعلانات الترويجية للبرنامج وموعد اختبارات الأداء المقرر عملها في بعض الولايات الجزائرية.

## اختبارات الأداء
في ديسمبر 2016 تم الكشف عن المدن التي سيتم فيها اختبارات الأداء للمشتركين وذلك عبر قناة الشروق تي في. والمدن المختارة كالتالي:
- قسنطينة 14 و15 ديسمبر 2016.
- ورقلة 17 و18 ديسمبر 2016.
- عنابة 20 و21 ديسمبر 2016.
- سطيف 22 ديسمبر 2016.
- بجاية 23 و15 ديسمبر 2016.
- الجزائر العاصمة 24 و25 ديسمبر 2016.
- وهران 26 و27 ديسمبر 2016.

## وصلات خارجية
- الصفحة الرسمية للبرنامج